# Mio figlio, il fisico
Mio figlio, il fisico (My Son, the Physicist) è un racconto fantascientifico scritto da Isaac Asimov. Pubblicato per la prima volta nel febbraio del 1962 sulla rivista Scientific American, è stato in seguito inserito nella raccolte Antologia personale (Nightfall and Other Stories, 1969). Questo racconto è stato commissionato dalla Hoffman Electronics Corporation.
Il racconto fa parte della serie di racconti vagamente connessi fra loro sul supercomputer immaginario Multivac.

## Trama
Una signora anziana va a trovare il proprio figlio sul posto di lavoro. Egli è Gerard Cremona, un ingegnere addetto alle comunicazioni del governo. Lo trova impegnato in una fitta conversazione con il generale Reiner. Il mistero è capire come mai dei segnali radio vengano da Plutone. L'ipotesi più probabile è che derivino da una vecchia missione di astronauti partiti per Ganimede quattro anni prima, e che non si sapeva per quale ragione, fosse finita sul pianetoide ai confini del sistema solare. Il mistero più grande inoltre era quello di sapere come avessero fatto questi a sopravvivere per quattro anni, quando avevano scorte solo per uno.
Si ipotizza quindi l'intromissione di forze extraterrestri che li avessero sequestrati. Quindi si cercano di mettere in contatto, ma il ritardo di dodici ore fra una battuta e l'altra, avrebbe fatto durare una qualsiasi conversazione mesi e mesi. Per questo viene messo a lavorare persino Multivac, per trovare una soluzione. Ma solo l'intervento della madre di Gerard, salva la situazione: essa spiega infatti che sarebbe stato più semplice parlare a gettito continuo, piuttosto che con interruzioni, proprio come fanno due donne qualsiasi che chiacchierano, ognuna non ascoltando l'altra.